# Tricoma steineri
Tricoma steineri är en rundmaskart som beskrevs av De Man 1922. Tricoma steineri ingår i släktet Tricoma och familjen Desmoscolecidae. Inga underarter finns listade i Catalogue of Life.